# Supercopa de México 2015-16
La Supercopa MX 2015-16 fue la tercera edición de la Supercopa de México. Esta edición fue disputada por los campeones de Copa Corona MX correspondientes al Apertura 2015: Guadalajara y Clausura 2016: Veracruz.
Guadalajara, ganador del partido, iba a acceder a la primera fase de la Copa Libertadores 2017, pero el 15 de noviembre de 2016 se revela que los equipos mexicanos no participarán más en la Copa Libertadores.

## Sistema de competición
Disputarán la Supercopa MX 2015-16 los campeones de las Copas Apertura 2015 y Clausura 2016. En esta ocasión la final será a un juego único en Estados Unidos.
El club vencedor de la Supercopa MX será aquel que en el partido anote el mayor número de goles. Si al término del tiempo reglamentario el partido está empatado, se procederá a lanzar tiros penales hasta que resulte un vencedor.

## Información de los equipos
| Equipo      | Entrenador     | Estadio              | Ciudad               | Patrocinador     | Kit    |
| ----------- | -------------- | -------------------- | -------------------- | ---------------- | ------ |
| Guadalajara | Matías Almeyda | Chivas               | Guadalajara, Jalisco | Sin patrocinador | Puma   |
| Veracruz    | Pablo Marini   | Luis "Pirata" Fuente | Veracruz, Veracruz   | Winpot Casino    | Charly |

## Partido

### Guadalajara-Veracruz
| 10 de julio de 2016, 15:06 (UTC-7)                    | Guadalajara              | 2:0 (1:0) | Veracruz | StubHub Center, Los Ángeles                                    |                                                                |
|                                                       | Pineda 44' · Bravo 90+3' | Reporte   |          | Asistencia: 27 132 espectadores Árbitro(s): Alejandro Mariscal | Asistencia: 27 132 espectadores Árbitro(s): Alejandro Mariscal |
| Guadalajara campeón de la Supercopa MX 2015-16 (2:0). |                          |           |          |                                                                |                                                                |

#### Ficha
| Campeón Supercopa MX 2015-16 |
| ---------------------------- |
|                              |
| Guadalajara                  |
| 1.º Título                   |